# Tournoi de France (tênis)
O Tournoi de France é o torneio francês de tênis anual de Roland Garros durante a Segunda Guerra Mundial. Foi disputado nas mesmas quadras do French Championships (nome da competição na era amadora) nos anos anteriores e posteriores a esse período. Contudo, em tempos de guerra, isto é, durante a ocupação nazista, foi realizado na então França de Vichy. Nunca foi reconhecido pela responsável do evento, a Federação Francesa de Tênis (FFT), e por outras organizações tenísticas. Por isso, seus resultados são listados por poucas fontes.

## Finais

### Simples

#### Masculinas
| Ano  | Campeão           | Vice-campeão      | Resultado     | Piso |
| ---- | ----------------- | ----------------- | ------------- | ---- |
| 1945 | Yvon Petra        | Bernard Destremau | 7–5, 6–4, 6–2 |      |
| 1944 | Yvon Petra        | Henri Cochet      |               |      |
| 1943 | Yvon Petra        | Henri Cochet      |               |      |
| 1942 | Bernard Destremau | Marcel Bernard    |               |      |
| 1941 | Bernard Destremau | Henri Cochet      | 8–6, 6–2      |      |

#### Femininas
| Ano  | Campeã                   | Vice-campeã              | Resultado | Piso |
| ---- | ------------------------ | ------------------------ | --------- | ---- |
| 1945 | Lolette Payot            | Simone Iribarne Lafargue | 6–3, 6–4  |      |
| 1944 | Raymonde Jones Veber     | Jacqueline Patorni       | 6–4, 9–7  |      |
| 1943 | Simone Iribarne Lafargue | Alice Weiwers            | 6–1, 7–5  |      |
| 1942 | Alice Weiwers            | Lolette Payot            | 6–4, 6–4  |      |
| 1941 | Alice Weiwers            | Anne-Marie Seghers       | 6–3, 6–0  |      |

### Duplas

#### Femininas
| Ano  | Campeã                                  | Vice-campeã                       | Resultado     | Piso |
| ---- | --------------------------------------- | --------------------------------- | ------------- | ---- |
| 1945 | Paulette Fritz Simone Iribarne Lafargue | Simonne Mathieu Myrtil Brunnarius | 6–3, 6–1      |      |
| 1944 | Genevieve Grosbois Claude Manescu       |                                   |               |      |
| 1943 | Alice Weiwers Cosette St. Omer Roy      | Genevieve Grosbois Claude Manescu | 3–6, 9–7, 7–5 |      |
| 1942 | Alice Weiwers Cosette St. Omer Roy      | Yvonne Kleindel Paulette Melleno  | 6–3, 2–6, 6–4 |      |
| 1941 | Alice Weiwers Cosette St. Omer Roy      | Aimee Charpenal Jacqueline Vivers | 6–3, 6–4      |      |

#### Mistas
| Ano  | Campeão                           | Vice-campeão                    | Resultado | Piso |
| ---- | --------------------------------- | ------------------------------- | --------- | ---- |
| 1945 | Lolette Payot A. Jacquemet        |                                 |           |      |
| 1944 | Suzanne Pannetier Antoine Gentien | Jacqueline Patorni Paul Féret   |           |      |
| 1943 | N. Lafargue Henri Pellizza        |                                 |           |      |
| 1942 | N. Lafargue Henri Pellizza        | Alice Weiwers Robert Abdesselam | 6–0, 6–2  |      |
| 1941 | Alice Weiwers Robert Abdesselam   | Suzanne Pannetier Roger Dessoir |           |      |